# Breitbart News
Breitbart News Network (més conegut com a Breitbart News, Breitbart o Breitbart.com) és un lloc web de notícies, opinions i comentaris polítics, d'ideologia conservadora, fundat el 2007 pel comentarista i empresari Andrew Breitbart (1969-2012). També té un programa diari de ràdio a Sirius XM Patriot anomenat Breitbart News Daily.
Breitbart té la seu a Los Angeles, Califòrnia, amb oficines a Texas, Londres i Jerusalem. El seu cofundador Larry Solov és també el seu propietari i director executiu. Stephen Bannon treballa com a president executiu de la publicació, amb Alexander Marlow, que actua com a editor cap.
Concebut per Andrew Breitbart durant una visita a Israel l'estiu de 2007, amb l'objectiu de fundar un web «que fos obertament pro-llibertat i pro-Israel», Breitbart News està alineat amb la dreta alternativa, i Bannon va declarar el web com «la plataforma per a la dreta alternativa» el 2016. The New York Times va descriure a Breitbart News com una «curiositat de la franja dreta», amb «periodistes guiats ideològicament», que és una font de controvèrsia «sobre material que ha estat anomenat misogin, xenòfob i racista», i que s'ha convertit en una «potent veu» de la campanya presidencial de Donald Trump.
Els fets més destacats en la història de Breitbart inclouen la controvèrsia dels vídeos d'ACORN 2009, l'acomiadament de Shirley Sherrod, els escàndols de sexting d'Anthony Weiner, la història dels «Amics de Hamas», la campanya publicitària de Nancy Pelosi /Miley Cyrus, la identificació errònia de Loretta Lynch, i les acusacions de Michelle Campos en contra de Corey Lewandowski.